# Ферфакс (Ајова)
Ферфакс (енгл. Fairfax) град је у америчкој савезној држави Ајова. По попису становништва из 2010. у њему је живело 2.123 становника.

## Демографија
Према попису становништва из 2010. у граду је живело 2.123 становника, што је 1.234 (138.8%) становника више него 2000. године.
| Група             | 2000.       | 2010.         |
| Белци             | 853 (96,0%) | 2.023 (95,3%) |
| Афроамериканци    | 8 (0,9%)    | 26 (1,2%)     |
| Азијати           | 4 (0,4%)    | 24 (1,1%)     |
| Хиспаноамериканци | 16 (1,8%)   | 29 (1,4%)     |
| Укупно            | 889         | 2.123         |